# Zephlebia inconspicua
Zephlebia inconspicua is een haft uit de familie Leptophlebiidae. De wetenschappelijke naam van de soort is voor het eerst geldig gepubliceerd in 1983 door Towns.
De soort komt voor in het Australaziatisch gebied.